# Assassin (groupe)
Pour les articles homonymes, voir Assassin.
Assassin est un groupe de hip-hop français indépendant. Il est formé en 1985 par Rockin' Squat et Solo, rapidement rejoint par DJ Clyde puis Doctor L. Depuis 2000, les tournées sont réalisées avec Rockin' Squat, Profecy, Lyricson et DJ Duke.
Le groupe affirme combattre le système médiatique et politique par l'intermédiaire de la musique. Il fait souvent référence aux racines du rap en rappelant à son auditoire les fondements de la culture hip-hop : ils rejettent toutes sortes de sectarisme et appellent au respect, à l'amour, à l'unité, à la combativité et à l'éducation.
Assassin compte trois disques d'or pour les albums Le Futur que nous réserve-t-il ?, L'Homicide volontaire et Touche d'espoir avec plus de 100 000 album vendus pour chacun d'eux.

## Biographie

### Formation et débuts (1985–1994)
Assassin est formé en 1985 par Rockin' Squat et Solo. Avant de se constituer en groupe, Rockin' Squat est un graffeur connu de la scène parisienne et écrit en parallèle des textes ; Solo est célèbre pour être l'un des danseurs du groupe hip-hop Paris City Breakers, qui se distingue dans l'animation de l'émission de télévision H.I.P. H.O.P. sur TF1 en 1984,. Après avoir rencontré le frère de Squat, Vincent Cassel, à New York, grâce à l'argent touché sur H.I.P. H.O.P., Solo se rapproche de ce dernier pour créer leurs premiers morceaux puis monter le groupe Assassin.  
Le groupe débute dans l'anonymat, le rap français étant pratiquement inexistant à cette époque. En 1987, il se produit au Palace à Paris, et se distingue aussi aux soirées Chez Roger Boîte Funk, au Globo, qui ouvrent la scène aux premiers rappeurs français. En mars 1989, Assassin participe au festival Rap à Paris à l'Élysée-Montmartre où, en marge de celui-ci, se déroule un championnat de DJ avec DJ Clyde en compétition. Ce dernier, alors repéré par le groupe, deviendra le DJ jusqu'en 1993. En 1990, ils apparaissent sur la première compilation de rap en France Rapattitude (avec Suprême NTM, Dee Nasty ou encore Tonton David) avec le titre La Formule secrète,.
En 1991, Doctor L rejoint Assassin et devient le concepteur sonore du groupe. Un premier maxi sort quelques mois plus tard, intitulé Note mon nom sur ta liste, chez Remark Records. Le groupe se retrouve confronté aux majors des labels. Ils décident de s’autoproduire et de créer Assassin Productions, premier label de rap indépendant. En 1992, le groupe publie les deux premiers volets de l'album Le futur que nous réserve-t-il ?.

### L'Homicide volontaire et Touche d'espoir(1995–2001)
En 1995, le groupe publie L'Homicide volontaire, double disque d'or, avec des titres comme Shoota Babylone, L'Odyssée suit son cours, L’État assassine ou encore Écrire contre l'oubli. Enregistré et mixé à Los Angeles, l’album est marqué par les influences diverses du groupe (soul, funk, ragga…), ainsi que par la production de Doctor L. Le groupe partira en tournée avec le groupe Kabal que leur label produit également. En 1996 sortent les maxis L'Odyssée suit son cours et Shoota Babylone. Doctor L quitte le groupe peu de temps après sa sortie. Ensuite vient Undaground Connection, avec le rappeur américain Supernatural, considéré comme l’un des morceaux les plus connus des rencontres France-États-Unis dans le hip-hop. L'EP Écrire contre l'oubli est publié par la suite[réf. nécessaire].
Assassin se recentre sur Rockin' Squat. En 1998 le groupe sort le maxi Wake Up ! (Réveillez-vous !) (featuring Wise Intelligent, rappeur américain). Le groupe prépare la sortie de son futur album, Touche d'Espoir, par une série de 5 maxis vinyl avec les titres : Sérieux dans nos affaires, Classik, Esclave 2000, $$$ (feat. Pyroman) et Rap For Real (feat. R.A. The Rugged Man) / Undaground Connexion part.02 (feat. Supernatural). Ce troisième album est publié en 2000. Double disque d'or, les compositions sont signées par Rockin' Squat, DJ Mehdi, Wax, Dawan, Frank Delour et de nombreux autres.

### Diverses sorties (depuis 2002)

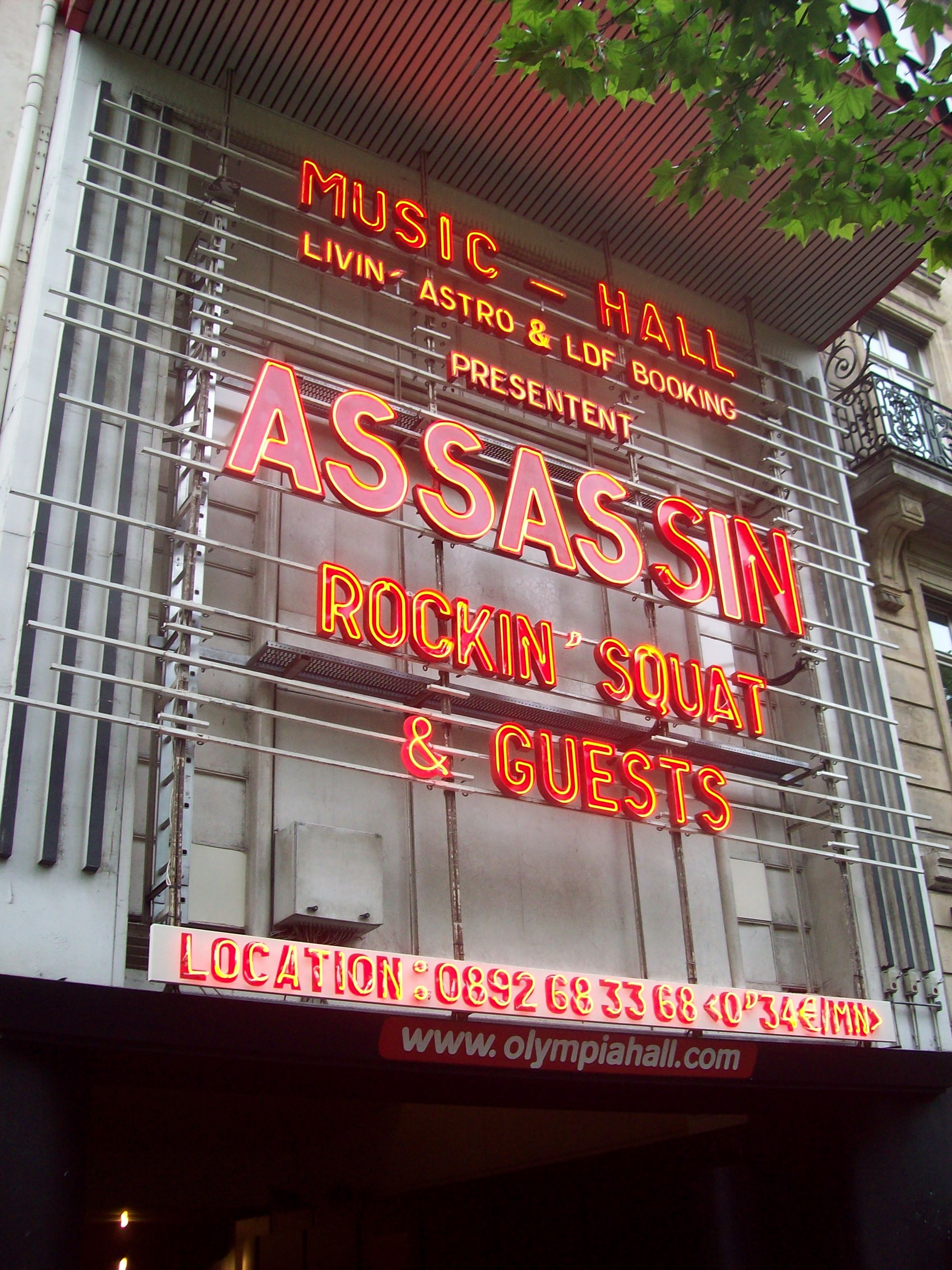
Devanture de l'Olympia avant le concert de 2009.

Fin novembre 2002, Assassin-Productions sort la première compilation Illegal Mixtape qui est un concentré des meilleurs prestations sur mixtape/compilation de Rockin' Squat. En mai 2003, la deuxième compilation Illegal Mixtape 2 fait son apparition chez le label sans concession. Suivant le même principe que l'édition précédente, cette nouvelle mouture intègre également quelques interviews de Solo et Squat datant de l'époque où ils faisaient des freestyles sur Radio Nova. En août 2004, Squat et Madj mettent un terme à l'aventure Assassin Productions. Le label cesse toute activité 15 ans après sa création. Squat monte un nouveau label Livin’ Astro aussitôt, qui réédite les trois albums d’Assassin, et le maxi Note mon nom sur ta liste. Une compilation Perles rares sort la même année. Par la suite Rockin' Squat sort l'EP Libre, son premier projet solo en son propre nom plus de 15 ans après le début de sa carrière.
Le 25 septembre 2006 sort Académie mythique (CD/DVD), le premier best-of du groupe. En 2007, Squat sort son second EP Too Hot for TV, et prépare un double album solo. En 2008 et 2009 sortent les deux premiers volumes de Confessions d'un enfant du siècle, le projet solo de Rockin' Squat. En 2009, il remonte sur scène avec Assassin (en compagnie de Profecy, Lyricson et DJ Duke), ou il interprète ses titres solos et ceux d’Assassin. Une tournée qui passe par l’Olympia, avec comme invités Cheick Tidane Seck, et le retour de Solo  pour trois titres. L’album du concert sortira en 2010. Le groupe tournera jusqu’en 2013.
Le volume 3 des Confessions d'un enfant du siècle sort fin 2010. En 2012, Rockin’ Squat joue au Casino de Paris avec le Assassin Live Band et Cheick Tidane Seck. Le groupe joue les titres d’Assassin des Confessions… avec différents musiciens, dans une ambiance diverse et expérimentale. Ce projet sort en disque en décembre 2013. En 2013, Rockin' Squat annonce la préparation d'un nouvel album qui paraîtra d'ici fin 2015, soit 15 ans après Touche d'espoir. Il sera produit par Doctor L, qui fera son grand retour et lui-même.

## Style musical et influences
Avec une vision internationaliste du hip-hop, le groupe dénonce tour à tour les bavures policières, le sort réservé aux prisonniers politiques dans certains pays, l'exploitation des êtres humains, la peine de mort, les atteintes à l'environnement, les manipulations des médias, le trafic d'armes ou de drogues par les élites… Pour Rockin' Squat, « Assassin ne fait pas du rap une finalité, mais un moyen d’expression pour traiter de sujets cruciaux. En 1992, dans L’écologie sauvera la planète, j’abordais une question dont peu de partis politiques se souciaient à l’époque. Ces sujets précurseurs me tiennent à cœur. Ils permettent d’avertir le public sur des points que les gros médias passent le plus souvent sous silence. »[réf. nécessaire]

## Production

### Assassin Productions
Assassin fonde Assassin Productions, le premier label indépendant de hip-hop français, en 1992. Le label autoproduit, puis produit d'autres rappeurs et groupes comme Kabal, Pyroman et La Caution. Assassin Productions cesse ses activités en 2002.

## Discographie

### Albums studio
- 1992 : Le futur que nous réserve-t-il ? (Vol.1 et Vol.2)
- 1995 : L'Homicide volontaire
- 2000 : Touche d'Espoir

### Compilations
- 2004 : Perles rares (1989-2002) (Assassin Production)
- 2006 : Académie mythique (Best of CD + DVD) (Livin' Astro)
- 2013 : Retour Vers Le Futur (Livin'Astro)

### Maxis et EPs
- 1991 : Note mon nom sur ta liste
- 1993 : Non à cette éducation
- 1995 : L'Odyssée suit son cours
- 1996 : Shoota Babylone
- 1996 : Undaground Connexion
- 1996 : Écrire contre l'oubli
- 1997 : Légal ou illégal / Peur d'une race - Live
- 1998 : Wake Up ! Réveillez-vous !
- 1999 : Note mon nom sur ta liste (réédition)
- 2000 : Classik
- 2000 : Esclave 2000
- 2000 : $$$
- 2000 : Rap for Real / Undaground Connexion part.02
- 2002 : Perspective
- 2005 : Note mon nom sur ta liste (réédition)

### Inédits et compilations
- 1990 : La Formule secrète (extrait de la compilation Rapattitude vol.1)
- 1993 : La Peur du métissage (extrait de la BO du film Métisse)
- 1995 : L'État assassine (extrait de la BO du film La Haine)[réf. nécessaire]
- 1997 : L'Île de l'inconscient (extrait de la BO du film  Ma 6-T va crack-er )
- 1998 : Autre dimension (extrait de la compilation Sachons dire non vol.1)
- 2000 : Plus d'amour (extrait de la compilation Time Bomb DJ Mars Session 1)
- 2001 : Elle (Il) est malade (extrait de la compilation Sur un air positif)
- 2001 : J'rime… foncez (extrait de la compilation Sachons dire non 2)
- 2002 : Straight to the top (extrait de la compilation Niroshima 2)
- 2002 : Exército de um homem so (extrait de la compilation Xis Apresenta Hiphop SP)

### Musique de film
Assassin a réalisé la musique du premier film de Mathieu Kassovitz, Métisse, du film de Rabah Ameur-Zaïmeche, Wesh wesh, qu'est-ce qui se passe ?, ainsi que de celui de Jean-François Richet et Patrick Dell'Isola, État des lieux. Le titre L'île de l'inconscient apparaît par ailleurs sur la BO du film Ma 6-T va crack-er de Richet. Le titre L'État assassine apparaît quant à lui sur l'album La Haine, musiques inspirées du film de Mathieu Kassovitz [réf. nécessaire].

## Vidéographie

### Clips
- 1990 : Esclave de votre société - 2e titre du maxi Note mon nom sur ta liste
- 1993 : L'écologie - Sauvons la Planète - 8e titre de l'album Le futur que nous réserve-t-il ? (Vol.1 et Vol.2)
- 1995 : L'odyssée suit son cours - 3e titre de l'album L'Homicide volontaire
- 1996 : Shoota Babylone remix - titre du maxi Shoota Babylone
- 1996 : Undaground Connexion (feat. Supernatural) - titre du maxi Undaground Connexion
- 2000 : Touche d'espoir - 4e titre de l'album Touche d'Espoir
- 2000 : Sérieux dans nos affaires - 2e titre de l'album Touche d'Espoir

### DVD
- 2002 : Assassin, live à l'Olympia.
- 2010 : Assassin/Rockin' Squat à Olympia 2009